# Незваные (фильм, 1944)
«Незваные» (англ. The Uninvited) — кинофильм режиссёра Льюиса Аллена, вышедший на экраны в 1944 году.
В основу фильма положен роман Дороти Мэкардл «Тайна „Утёса“» (1941). История рассказывает о 30-летних брате и сестре из Лондона, которые покупают одиноко стоящий дом на полуострове Корнуолл, в котором, как выясняется, обитают привидения бывшей хозяйки и её соперницы.
Фильм стал коммерческим хитом и был хорошо принят критиками в США, но получил всего одну номинацию на Оскар за лучшую операторскую работу Чарльза Лэнга.

## Сюжет
В мае 1937 года двое тридцатилетних лондонцев, композитор и музыкальный критик Родерик «Рик» Фитцджеральд (Рэй Милланд) и его сестра Памела (Рут Хасси), проводят отпуск на побережье полуострова Корнуолл. Во время одной из своих прогулок по природе вместе с собачкой Бобби они натыкаются на нежилой дом, расположенный на морском утёсе. Вслед за Бобби, который преследует белку, они заходят внутрь дома, от которого Памела тут же приходит в восторг. Она уговаривает брата купить дом в складчину для постоянного проживания. Рику нравится эта идея, так как в таком уединённом месте он, наконец, сможет спокойно заняться сочинением музыки.
Фитцджеральды едут в близлежащий городок Биддлкомб на встречу с владельцем дома, капитаном Бичем (Дональд Крисп), где их встречает его очаровательная двадцатилетняя внучка Стелла Мередит (Гэйл Расселл), которая утверждает, что интересующий их дом, Уиндворд-хаус, не продаётся. Однако появившийся вскоре Бич соглашается продать дом за неожиданно невысокую цену, предупредив Фитцджеральдов, что жившие там некоторое время назад арендаторы жаловались на странности в доме. Из разговора с дедом становится ясно, что Стелла очень расстроена продажей дома, который дорог ей воспоминаниями о матери, которая там умерла, однако после смерти матери капитан Бич запретил ей посещать дом. По дороге домой Рик заходит в табачную лавку, владелец которой рассказывает ему, что семнадцать лет назад, дочь Бича, Мэри Мередит, погибла, сорвавшись с утёса перед своим домом.
Сразу после переезда в новый дом Рик и Памела начинают сталкиваться со странностями: то собака беспричинно начинает на кого-то лаять, то по дому неожиданно распространяется аромат мимозы, а то — необъяснимые волны холода. Особенно их беспокоит мастерская художника, где у них на глазах за несколько секунд вянет букет живых цветов.
Встретив вскоре Рика на улице, Стелла просит прощения за своё поведение, после чего он решает пригласить девушку на морскую прогулку. Во время плавания Стелла рассказывает Рику о своей матери Мэри Мередит, которая пользовалась духами с ароматом мимозы, и прожила в доме в течение трёх лет после рождения Стеллы. Перед отъездом в Лондон Рик просит Стеллу навещать Памелу в Уиндворде.
Когда Рик возвращается из Лондона вместе с домохозяйкой Лизи Флинн, оказывается, что Бобби сбежал из дома, а Бич не разрешил Стелле воспользоваться приглашением Памелы на чай. Той же ночью Рик просыпается от звуков рыдающей женщины, и вставшая Памела рассказывает, что слышит этот плач каждую ночь перед рассветом.
Несмотря на сопротивление деда, Стелла принимает приглашение Рика приехать в Уиндворд на обед. После напряжённого разговора с внучкой Бич договаривается по телефону о встрече с мисс Холлоуэй (Корнелия Отис Скиннер), в прошлом ближайшей подругой Мэри Мередит, которая ныне управляет психиатрической лечебницей (санаторием), названной в честь Мэри Мередит.
Тем же вечером в мастерской на верхнем этаже Уиндворд-хауса Рик исполняет написанную для Стеллы серенаду «Стелла в звёздном свете». Стелла восхищена музыкой Рика, но когда неожиданно начинают мерцать свечи и ощущается аромат мимозы, с ней что-то происходит. Она срывается с места в направлении утёса, с которого упала её мать. Рик бежит вслед за Стеллой и успевает схватить её на самом краю за мгновение до того, как она падает вниз. В этот момент раздаётся крик Лиззи, которая затем рассказывает, что видела, как в дверях мастерской стояла женщина. Стелла заходит одна в мастерскую, и некоторое время спустя Рик обнаруживает, что она лежит на полу без сознания. Рик и Памела посылают за местным доктором Скоттом (Алан Напье), который помогает Стелле прийти в себя после шока и предлагает, чтобы она осталась здесь на ночь.
Доктор Скотт, который уже познакомился с Памелой ранее после того, как нашёл и вернул ей сбежавшего Бобби, также остаётся в доме на ночь. Сидя в гостиной, Скотт рассказывает Памеле и Рику то, что ему известно об истории Уиндворд-хауса: муж Мэри Мередит был художником, он влюбился в свою натурщицу, испанскую цыганку Кармел. Когда их отношения стали приобретать скандальный оборот, Кармел была отправлена в Париж. Мередиты сопроводили её туда, и вернулись из Европы с новорождённым ребёнком, Стеллой. Вскоре после этого Кармел снова приехала в Уиндворд, и умерла от пневмонии через неделю после того, как Мэри Мередит упала с утёса, пытаясь спасти Кармел от самоубийства. Перед рассветом Памела, Рик и Скотт неожиданно чувствуют аромат мимозы и видят поднявшуюся с кровати Сталлу, которая утверждает, что почувствовала присутствие своей матери.
Некоторое время спустя Рик пытается уговорить Стеллу переехать с ним в Лондон, но Стелла убеждена, что её мать хочет видеть её в Уиндворде. Тогда Рик решает освободить Стеллу от чар Уиндворда с помощью спиритического сеанса, на котором «мать» Стеллы скажет ей держаться подальше от дома. Однако во время сеанса вызывается настоящее привидение, которое передаёт сообщение, что оно охраняет Стеллу и имя его — Кармел. После того, как стеклянный стакан слетает со стола и разбивается, Стелла входит в транс, во время которого бегло говорит по-испански в то время, как аромат мимозы наполняет неожиданно охладившуюся комнату.
Бич, который вернулся из поездки к мисс Холлоуэй, врывается в Уинворд-хаус, и, увидев происходящее, увозит Стеллу домой, одновременно увольняя доктора Скотта в качестве её врача. Когда Стелла приходит в себя, Бич отправляет девушку в санаторий мисс Холлоуэй под её опеку.
Рик приходит к убеждению, что Стелла никогда не выздоровеет до тех пор, пока дом не освободится от привидений, и решает выяснить все обстоятельства смерти матери Стеллы. Узнав от садовника о мисс Холлоуэй, Рик и Памела отправляются на встречу в её санаторий, не подозревая, что там уже находится Стелла. Холлоуэй рассказывает им свою версию истории Мередит: Мэри была выдающейся личностью, которая отправила Кармел в Париж и позаботилась о том, чтобы она там хорошо устроилась, но Кармел вернулась, чтобы отбить мужа Мэри. Однажды, в грозовую ночь, отчаянно желая навредить Мередитам, Кармел взяла трёхлетнюю Стеллу и побежала с ней к утёсу. Когда Мэри вступила с ней в борьбу, Кармел столкнула её с края вниз, после чего исчезла и вскоре вернулась с пневмонией. Хотя Холлоуэй ухаживала за ней, Кармел всё равно умерла.
Вернувшись в Биддлкомб, Памела и Рик вместе с доктором Скоттом находят врачебный архив доктора, который работал в то время. Из записей в журнале становится ясно, что врач подозревал Холлоуэй в преступной халатности в случае со смертью Кармел. Когда Скотту сообщают о том, что у Бича случился сердечный приступ, он срочно уезжает, оставив журнал Фитцджеральдам. От Бича Скотт узнаёт, что Стелла помещена в санаторий мисс Холлоуэй. Когда Скотт сообщает об этом Фитцджеальдамм, Памела звонит мисс Холлоуэй и назначает встречу тем же вечером.
Стелла чувствует, что в санатории оказалась фактически в заточении, что вызывает у неё обиду и возмущение. После звонка Памелы Холлоуэй вызывает Стеллу и говорит ей, что Фитцджеральды пригласили её пожить в их доме. Радостная Стелла немедленно уезжает на поезде в Уиндворд. Когда Фитцджеральды и Скотт приезжают в санаторий, Холлоуэй, приходя в абсолютно безумное состояние, говорит им, что Стелла скоро последует за своей матерью с утёса согласно желанию Мэри, и они не успеют её остановить. Фитцджеральды стремительно отправляются обратно в Уиндворд, но Стелла приезжает раньше и оказывается в пустом доме, где нет никого, кроме тяжело больного дедушки. Бич умоляет её, чтобы она уходила из дома, потому что находиться в нём опасно, после чего теряет сознание, когда неясный облик Мэри Мередит возникает в дверях мастерской. Стелла сначала с радостью принимает привидение, думая, что это её мать, но когда призрак пугает её, она кричит и выбегает из дома по направлению к обрыву. Как раз в это момент Фитцджеральды подъезжают к дому. Стелла добегает до самого края, земля уходит у неё из-под ног, и она падает, но в последний момент Рик хватает её за руку и спасает.
Они возвращаются в гостиную, где доктор Скотт читает врачебный журнал, из которого становится ясно, что Кармел была беременна. Далее также выясняется, что Мэри просила врача сохранить беременность Кармел в тайне, и что врач, зная, что Мэри боялась стать матерью и отказывалась от рождения ребёнка, предположил, что она намеревалась забрать ребёнка Кармел и воспитывать его как собственного. Рик высказывает предположение, что Мередиты отправили Кармел в Париж с условием, что она никогда не вернётся назад, и удочерили Стеллу, но что Кармел не смогла жить без своего ребёнка. Стелла вспоминает, как отец говорил, что её мать всегда пользовалась духами с ароматом мимозы. Тогда она думала, что речь шла о Мэри, но теперь поняла, что её матерью на самом деле была Кармел.
Когда Рик открывает двери в мастерскую, он чувствует холодное, злобное присутствие привидения. Он просит всех выйти на улицу, а затем входит в контакт с духом Мэри Мередит и говорит ей, что он её больше не боится и у неё более нет над ним власти. После этих слов побеждённый злой дух Мэри исчезает навсегда. Поняв, что её дочь теперь в безопасности, призрак Кармел с ароматом мимозы также исчезает.
После того, как призраки покинули дом, доктор Скотт и Памела решают пожениться, а Рик говорит Стелле, что ему стало легче от того, что Мэри Мередит не могла бы стать его тёщей.

## В ролях
- Рэй Милланд — Родерик «Рик» Фитцджеральд
- Рут Хасси — Памела Фитцджеральд
- Гэйл Расселл — Стелла Мередит
- Дональд Крисп — Капитан Бич
- Корнелия Отис Скиннер — Мисс Холлоуэй
- Алан Напье — Доктор Скотт
- Барбара Эверест — Лизи Флинн

## Создатели фильма исполнители главных ролей
Этот фильм был дебютной работой Льюиса Аллена в качестве режиссёра, который в дальнейшем добился успеха как постановщик плотных, жёстких нуаровых мелодрам, таких как «Ярость пустыни» (1947), «Чикагский предел» (1949), «Свидание с опасностью» (1951), «Внезапный» (1954) и «Беззаконие» (1955).
Оператор Чарльз Лэнг один раз завоевал Оскар за фильм «Прощай, оружие!» (1932) и ещё 17 раз номинировался на Оскар как лучший оператор за такие фильмы, как фэнтези-мелодрама «Привидение и миссис Мьюр» (1948), романтическая комедия «Зарубежный роман» (1948), фильм нуар «Внезапный страх» (1952), мелодрама «Сабрина» (1954), комедия «В джазе только девушки» (1959), он также был оператором высококлассных фильмов нуар «Туз в рукаве» (1951) и «Большая жара» (1953).
Рэй Милланд завоевал Оскар как исполнитель главной роли в антиалкогольной нуаровой драме «Потерянный уикэнд» (1945). К числу наиболее сильных фильмов с участием Милланда относятся также военная приключенческая драма «Красавчик Жест» (1939), фильмы нуар «Министерство страха» (1944) и «Большие часы» (1947), криминальный триллер «В случае убийства набирайте «М»» (1954).
За свою непродолжительную кинокарьеру Гэйл Расселл успела сыграть в таких памятных фильмах, как вестерны «Ангел и негодяй» (1947) и «Семь человек с этого момента» (1956), фильмы нуар «У ночи тысяча глаз» (1948), «Восход луны» (1948) и «Разделительная линия» (1950).

## Место фильма в истории жанра
Многие критики называют «Незваные» одним из первых серьёзных голливудских фильмов, в которых привидения изображены как подлинное сверхъестественное событие. Ранее привидения обычно фигурировали либо в комедийных фильмах, либо оказывались розыгрышем или шуткой, либо служили прикрытием для какой-либо нелегальной деятельности.
Кинокритик Джефф Стаффорд пишет, что "до 1960-х годов тема дома с привидениями была редкостью в голливудском кино, и это делает «Незваных» уникальным фильмом для своего времени… приходит на ум не так много по-настоящему запоминающихся фильмов о сверхъестественном. Первое, что можно вспомнить, это «Невинные» (1961) и «Призрак дома на холме» (1963).
Вообще, по мнению Стаффорда, в 1940-е годы «жанр хоррор переживал тяжёлые времена, характеризовавшиеся обилием стереотипных сиквелов, таких как „Призрак Франкенштейна“ (1942), „Сын Дракулы“ (1943) и „Призрак мумии“ (1944), а также невдохновляющих низкобюджетных картин, таких как „Человек-обезьяна“ (1943) и „Лицо из мрамора“ (1946). Исключение составляли лишь атмосферические картины продюсера Вэла Льютона на студии РКО, такие как „Люди-кошки“ (1942) и „Остров мёртвых“ (1945), а также „Человек-волк“ (1941), последний из великих хорроров студии „Юнивёрсал“».

## История создания и проката фильма
В отличие от многих картин своего жанра, «Незваные» был фильмом категории А, сделанным на такой крупной студии, как «Парамаунт», которая обычно не ассоциировалась с фильмами ужасов. Как пишет Стаффорд, «поскольку „Незваные“ был таким необычным проектом для „Парамаунт“, студия не знала, как продвигать его на рынок и решила в последний момент добавить некоторые спецэффекты, чтобы полнее использовать сверхъестественный посыл фильма». Введённые в итоге в картину «эфемерные духи выглядели достаточно жутко и даже более тонко, чем многие из современных компьютерных эффектов». Тем не менее, «они были удалены цензорами при прокате фильма в Англии, и во многих смыслах критики и зрители предпочли именно эту версию, поскольку она в большей степени опиралась на намёки и недосказанность, и была менее очевидной».
«Парамаунт» попытался повторить успех «Незваных» на следующий год с фильмом «Невидимые». «Хотя главную роль в нём вновь сыграла Гэйл Расселл, это не была история о привидениях, а обычная история об убийстве. Она не добилась успеха, даже несмотря на то, что сценарий написали Рэймонд Чандлер и Хагар Уайлд».

## Оценка фильма критикой

### Общая оценка фильма
Сразу после выхода фильма на экраны кинокритик Босли Кроутер в «Нью-Йорк таймс» дал ему сдержанную оценку, отметив, что он сделан для тех, «кто любит незамысловатые истории о доме с привидениями, где в темноте слышны стены, а из мрака появляются пугающие фантомы». Уже в наше время Пэт Грэм из «Чикаго ридер» охарактеризовал картину как «архетипическую историю о привидениях 1940-х годов, амбициозно наряженную в богатый студийный наряд с трепещущими занавесками и другими приёмами гиперромантического китча, но которая в конце концов немного разочаровывает». Деннис Шварц отметил, что это «впечатляющая, хотя и устаревшая, старомодная история о привидениях, поставленная Льюисом Алленом… Хотя этот страшный фильм о „старом тёмном доме“ сделан не идеально, тем не менее достигает реалистически беспокойного психологического настроения и становится одним из тех редких фильмов, которые представляют собой подлинную историю о привидениях».
Однако большинство современных критиков характеризует фильм положительно. Так, Джефф Стаффорд очень высоко оценил фильм, охарактеризовав его как «красиво поставленный триллер с первоклассным составом, атмосферической операторской работой Чарльза Лэнга, эмоционально захватывающей музыкой Виктора Янга и очень необычной историей, которая допускает фрейдистские трактовки персонажей, одновременно вводя лесбийский подтекст и демонстрируя чувство юмора». На сайте Allmovie Хэл Эриксон отметил, что «фильм остаётся одним из самых страшных фильмов всех времён о „старом тёмном доме“ с привидениями, даже после многих лет внедрения в кино спецэффектов», а Крейг Батлер резюмировал, что фильм «очень рекомендуется всем, как поклонникам фильмов о привидениях, так и нет».

### Характеристика фильма
Характеризуя картину, Кроутер отметил, что она похожа на «вызывающие дрожь истории о привидениях, которые трясущиеся юнцы рассказывают друг другу вокруг лагерного костра тёмной и ветреной ночью». Развивая свою мысль, он пишет: «Все старые резервы здесь пущены в ход — и мерцающие свечи, и медленно открывающаяся дверь, и сверхъестественное тревожное возбуждение, и проявляющийся время от времени аромат мимозы», а также новшество — демонические заклинания во время спиритического сеанса". Но, заключает Кроутер, «о рациональных аспектах истории лучше не спрашивать, поскольку здесь имеет место явная неразбериха в отношении того, почему и что происходит. Кажется, что два тамошних джинна делают в доме страшным всё по причине своей былой, земной ревности — но кто кого убил и как, мы не вполне поняли».
Журнал «TimeOut» назвал фильм «впечатляющим триллером о сверхъестественном, который близок „Ребекке“ в своём использовании устрашающей атмосферы дома и передаче болезненных ощущений от несчастного прошлого», приходя к заключению, что «истинная сила фильма заключена в необычной позиции на стыке психологического и сверхъестественного начал, что придаёт картине беспокойное и сильное воздействие». «TimeOut» отметил также, что «действие картины происходит в определённо голливудском, но тем не менее убедительно показанном Корнуолле». Деннис Шварц согласился с этим мнением, написав: «Хотя фильм выглядит как снятый в Голливуде, реальные скалы Корнуолла придают ему устрашающий, атмосферический вид. В нём, подобно „Ребекке“ (1940) Альфреда Хичкока, удачно используется образ дома с привидениями». Подводя итог, он указывает: «Но действительно выделяет этот триллер о сверхъестественном среди многих других, это то, что он не вносит рационализм в окончание и не пытается представить дело так, что никакого привидения не было».
Крейг Батлер отмечает, что в отличие от большинства шумных, суетливых и масштабных старых фильмов ужасов, «Незваные» — это немного аномальный фильм, он тоньше и полон недоговорённостей. «Тем не менее, ему удаётся обеспечить саспенс, трепет и страх… Как и некоторые фильмы Вэла Льютона, он более сосредоточен на намёках, чем на показе чего-то конкретного, и таким образом позволяет воображению зрителя работать напряжённее, принося ему значительно большее удовлетворение».
Джефф Стаффорд считает, что «хотя картина могла вызвать испуг у публики своего времени», тем не менее, «это не страшный фильм по современным стандартам». Это скорее «увлекательное атмосферическое произведение, которое отличается утончённостью и визуальными намёками, подобно лучшим работам Льютона». Стаффорд отмечает, что «детали картины, которые легко могут показаться клишированными и затасканными — спиритический сеанс у горящей свечи, двери, которые открываются и закрываются сами по себе, цветы, которые неожиданно вянут в присутствии невидимого зла — тем не менее, несут подлинное чувство потустороннего».
Далее Стаффорд приходит к неожиданному заключению: «Однако уникальным делает фильм нетипичный характер взаимоотношений персонажей. Брат и сестра Родерик и Памела в начале картины предстают как успешные, тридцатилетние одинокие люди, у которых нет каких-либо текущих романтических интересов. Они совместно ведут домашнее хозяйство, и во всех бытовых проявлениях живут вместе как счастливая женатая пара. Их образ внебрачный жизни, однако, оказывается ключом к тем сверхъестественным событиям, которые разворачиваются по ходу фильма». Выясняется, что существование в доме призраков напрямую связано с неблагополучными взаимоотношениями его бывших владельцев, мистера и миссис Мередит. «Брак без любви, безответные лесбийские отношения, внебрачная связь и попытка убийства оставили такую очевидную негативную карму в доме, что только здоровые, любящие отношения могут изгнать эту нечистую силу из дома. И в ходе фильма как Родерик, так и Памела находят желаемые пары, навсегда прекращая ужасное проклятие дома». Стаффорд подчёркивает, что «хотя в 1940-е годы фрейдистское прочтение фильма вряд ли было возможным, сегодня его нельзя игнорировать. Особенно это ясно по сценам со зловещей директрисой санатория, мисс Холлоуэй, одержимость которой по отношению к бывшей мисс Мередит выражена совершенно отчётливо».

### Характеристика работы режиссёра и творческой группы
Большинство критиков положительно оценили работу режиссёра. Кроутер написал, что «Аллен справляется с постановкой, работая в настойчивой манере», в результате чего «шокирующие моменты появляются с регулярной периодичностью». Вместе с тем он считает, что «в промежутках между ними, если угодно, можно вздремнуть». «TimeOut» считает, что «постановка Аллена туго затягивает шурупы напряжённости до истинно пугающего воздействия, чему помогает сильная игра Расселл… и красивая операторская работа в нуаровом стиле Чарльза Лэнга». По мнению Пэта Грэма, «Аллен поставил картину крепко, но не без отдельных безумных излишеств». Батлер считает, что «сценарий и постановка безукоризненны и уверенны», «и находятся на высочайшем уровне — они создают атмосферу, демонстрируют плотность, они неотвратимы и при этом неожиданны, а также полны
восхитительных штрихов».
Критики высоко оценили операторскую работу. Так, Шварц отметил «творческую операторскую работу Чарльза Лэнга, который придаёт картине великолепный облик фильма нуар», а Батлер пришёл к заключению, что в окончательном успехе фильма ключевая роль принадлежит «Чарльзу Лэнгу, операторская работа которого находится на высшем уровне на протяжении всей картины».
Стаффорд отмечает, что «фильм также знаменит песней „Stella by Starlight“ которая со временем стала стандартом поп-музыки».

### Характеристика работы актёров
Крейг Батлер считает, что успеху «фильма в огромной мере способствует актёрский состав, особенно, Рэй Милланд, который очарователен, учтив и представителен; Дональд Крисп, который грубовато трогателен; милая Рут Хасси; а также Корнелия Отис Скиннер, которая придаёт истории чудесный безумный заворот. Правда Гэйл Расселл слегка слаба, но это не портит фильм». Деннис Шварц также придерживается мнения, что успех фильма «во многом достигается благодаря великолепной игре всех актёров (а Гэйл Расселл после этого фильма стала звездой)».